# Nicolae Dumitru
Nicolae Dumitru (ur. 21 września 1949) – rumuński zapaśnik walczący w stylu wolnym. Olimpijczyk z Monachium 1972, gdzie odpadł w eliminacjach w kategorii do 57 kg.
Czwarty na mistrzostwach świata w 1971. Czwarty na mistrzostwach Europy w 1969; piąty w 1972 roku.